# Tsjoelpan Chamatova
Tsjoelpan Nailjevna Chamatova (Russisch: Чулпан Наилевна Хаматова, Tataars: Чулпан Наил кызы Хаматова) (Kazan (Tatarije, Rusland), 1 oktober 1975) is een Russisch actrice. Ze is buiten Rusland vooral bekend geworden door haar rol van Lara in de film Good Bye, Lenin! (2003).

## Biografie
Tsjoelpan Chamatova (Tataars voor "morgenster") werd op 1 oktober 1975 geboren in de Tataarse hoofdstad Kazan (Rusland) als dochter van Nail Chamatov en Marina Galimoellovna Chamatova, die beiden ingenieur zijn. Haar vader is daarnaast ook directeur van een bedrijf in Tatarije.
Op jonge leeftijd was ze ijsdanser, maar na een rugblessure door een val op het ijs, kwam er een einde aan die carrière. Wel ging ze door met rolschaatsen. Voor een periode studeerde ze wiskunde aan de School voor Wiskunde in Kazan. Hieropvolgend studeerde ze één semester aan de Handelsschool van de Staatsuniversiteit van Kazan, maar uit verveling zocht ze een andere uitdaging en ze besloot te gaan studeren aan de Theaterschool van Kazan. Van 1995 tot 1998 leerde Chamatova acteren aan het Staatsinstituut voor Theatrale Kunsten (GITIS) in Moskou, waar ze in 1998 afstudeerde als actrice.
Chamatova was derdejaars studente aan GITIS toen ze haar filmdebuut maakte als Katja in Vadim Abdrasjitov's film Vremja tantsora (1998). Ze werd bejubeld in Rusland na het spelen in Strana Gloechich (1998). Ze kreeg snel internationale aandacht na het verschijnen als Mamlakat in de door Bachtjar Choedojnazarov geregisseerde film Loena Papa (1999), met als tegenspeler Moritz Bleibtreu. Deze film werd in zowel Duitsland als Rusland beschouwd als een meesterwerk.
Chamatova was van 1995 tot 2002 getrouwd met de Russische acteur en componist Ivan Volkov. In 2003 had ze een relatie met balletdanser Aleksei Doebinin (Russisch: Алексей Дубинин). Op 1 oktober 2009 trouwde ze met de Russische acteur en regisseur Aleksandr Shein. Ze heeft drie dochters: Arina Ivanovna Volkova (4 april 2002), Asja Aleksejevna Doebinina (2003) en Iya Aleksandrovna Shein (27 april 2010). Haar huwelijk met Shein eindigde in 2017.
In februari 2022 zette Chamatova haar handtekening onder een petitie die opriep om een einde te maken aan de Russische invasie van Oekraïne. Omdat ze haar steun aan die petitie niet wilde intrekken is ze naar eigen zeggen 'in ballingschap gegaan' in Letland.
Naast haar moedertalen Russisch en Tataars spreekt ze ook vloeiend Engels en Duits.